# Seesteine (Hoher Meißner)
Die Seesteine sind ein hauptsächlich aus mächtigen Basaltgesteinen bestehendes Naturdenkmal. Sie befinden sich in einer Höhe von knapp 600 Metern auf dem Hohen Meißner im Osthessischen Bergland. Ein Teil dieses Naturdenkmals wurde um 1880 von Forstleuten, Naturfreunden und Wanderern errichtet.
Durch einen inzwischen versandeten See unterhalb der Seesteine erhielt das Naturdenkmal seinen Namen.
Vor den Seesteinen ist eine Bildtafel angebracht. Diese zeigt eine Szene der Freizeitgestaltung, wie sie sich Anfang des letzten Jahrhunderts dort abgespielt haben könnte.
Seit Jahrzehnten kümmert sich der 1883 gegründete Werratalverein um die Erhaltung und Pflege der Anlage. Etwas nördlich der Seesteine wurde 1925 eine Schutzhütte errichtet. Schulklassen, die das Jugendwaldheim Meißner besuchen, führen seit 1995 die Pflege- und Erhaltungsarbeiten aus.
Von der Schutzgemeinschaft Deutscher Wald wurden im Juli 2004 auf den Seesteinen ein „Waldgedankenpfad“ eingerichtet. An unterschiedlichen Stellen stehen dort nun Schrifttafeln mit Gedichten von berühmten Persönlichkeiten.

## Bilder

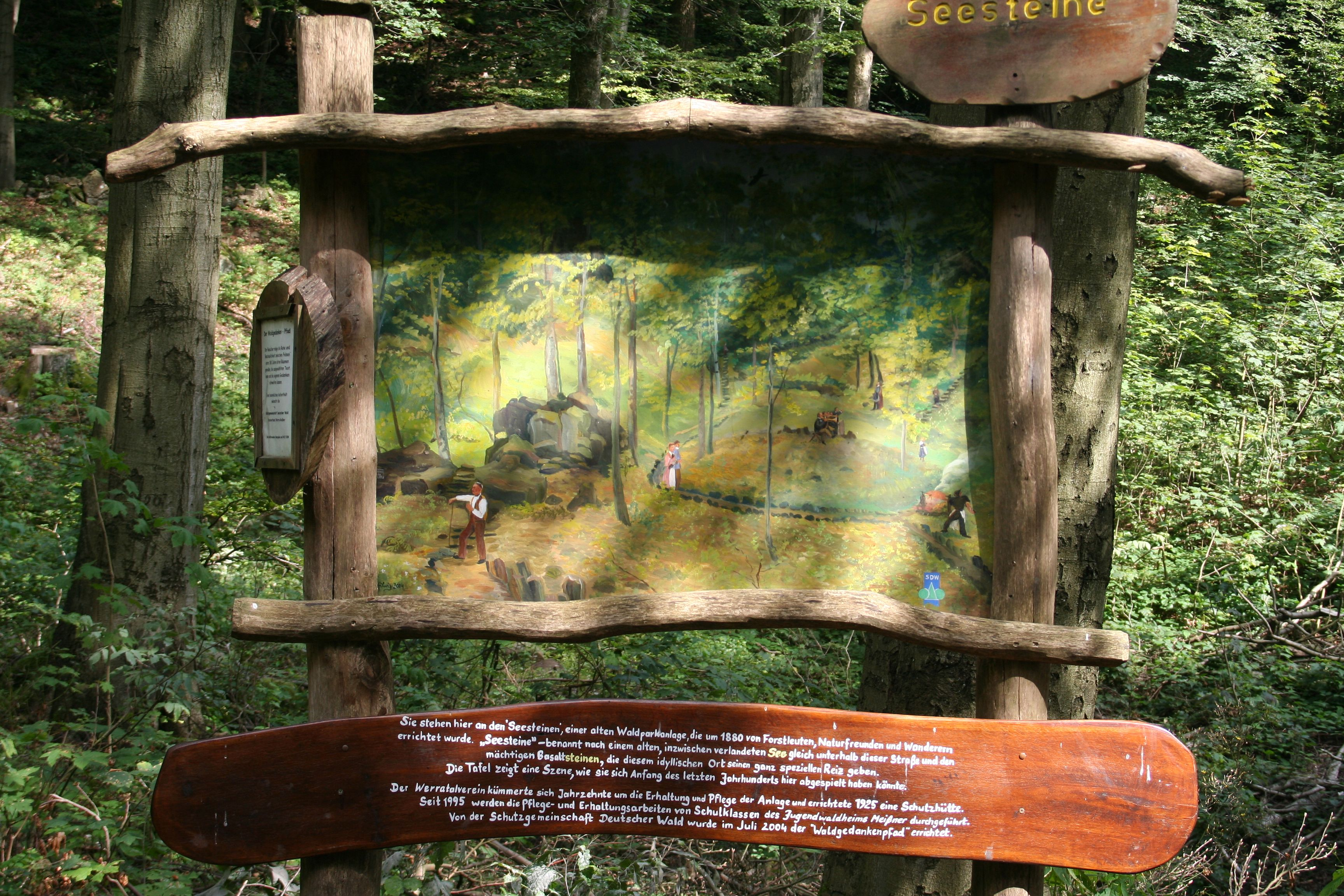
Bildtafel an den Seesteinen
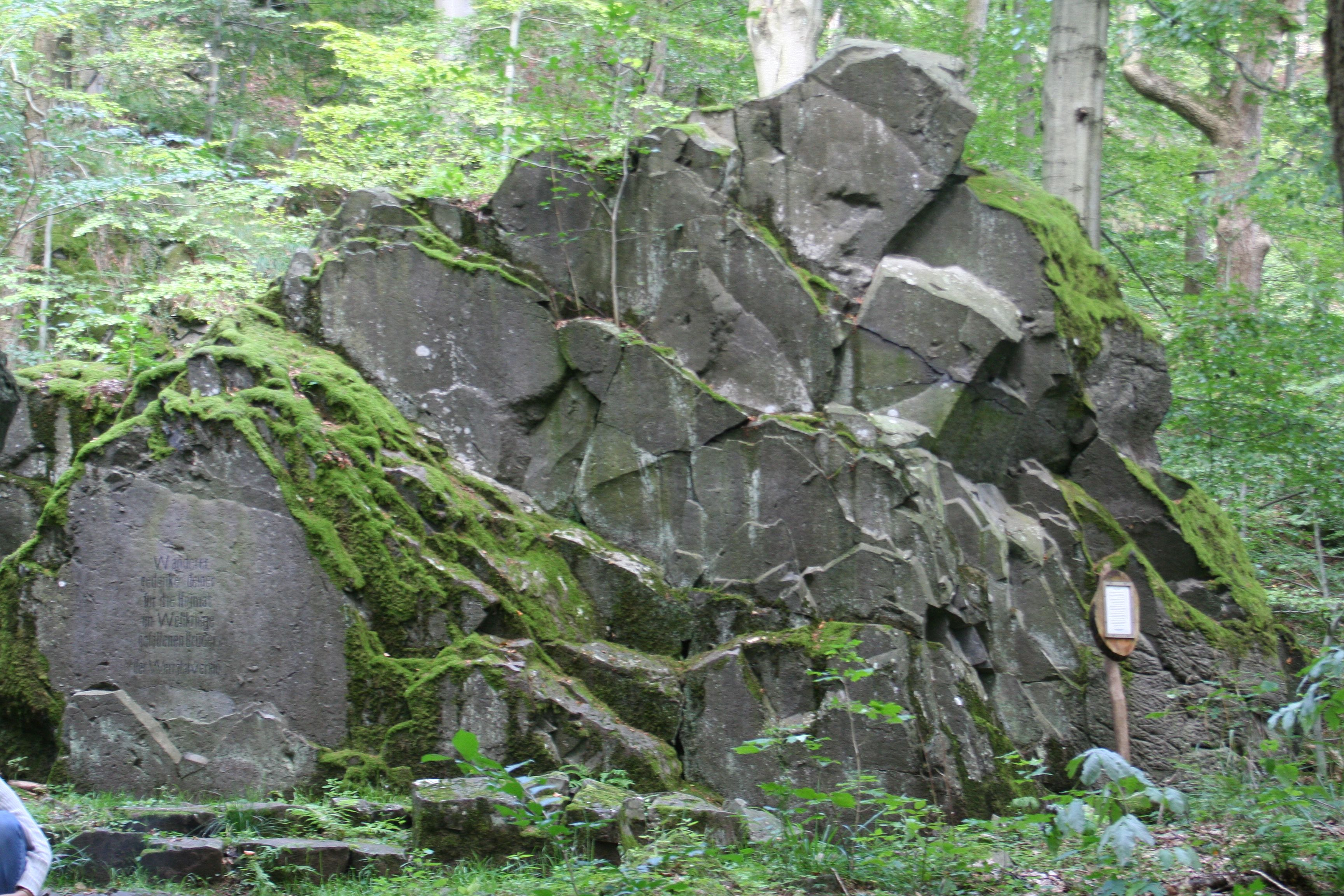
Ein Teil der Waldparkanlage Seesteine